# Osmar Navarro
Osmar Daumerie, mais conhecido como Osmar Navarro (Rio de Janeiro, 19 de novembro de 1930 – São Vicente, 5 de janeiro de 2012) foi um cantor brasileiro.

## Biografia
Autor de mais de mil músicas, gravou seis LPs e 20 compactos. Seu grande sucesso, Quem é?, de 1959, vendeu mais de um milhão de cópias e foi tema da novela Estúpido Cupido, da Rede Globo. Outras músicas de sucesso são "A namorada que sonhei" gravada por Nilton César e "A mais bonita das noites", gravada pela dupla sertaneja Chitãozinho e Xororó. Participou de uma série de programas de televisão e recebeu, entre outros prêmios, o "microfone de ouro".
Produziu artistas e shows de alta qualidade na cidade de Santos como Eneida Laís, Tarcisio Góes, Lobão, Leninha e muitos outros grandes talentos que se apresentavam na baixada.